# Heribert Bauer
Heribert Bauer (* 1850 in Pforzheim; † 1905) war ein deutscher Erfinder. Bauer gilt als Erfinder des Druckknopfs der Neuzeit.

## Leben
Bauer wuchs in Pforzheim auf. 1885 erhielt Bauer die weltweit erste Patenturkunde für einen Druckknopf, die Heribert Bauer am 5. März 1885 vom Kaiserlichen Patentamt in Berlin ausgestellt wurde. Bauer erhielt weitere Patente, die aber alle nicht kommerziell verwertet wurden, also zu keiner Serienproduktion führten. Erst Jahre später nahm 1903 in Stolberg der deutsche Unternehmer Hans Prym die Idee Bauers auf und verbesserte die Erfindung Bauers und ging in Serienproduktion.